# Paracerceis tomentosa
Paracerceis tomentosa là một loài chân đều trong họ Sphaeromatidae. Loài này được Schultz & McCloskey miêu tả khoa học năm 1967.